# L-treonin 3-dehidrogenaza
-treonin 3-dehidrogenaza (EC 1.1.1.103, L-treoninska dehidrogenaza, treoninska 3-dehidrogenaza, treoninska dehidrogenaza, TDH) je enzim sa sistematskim imenom L-treonin:NAD+ oksidoreduktaza. Ovaj enzim katalizuje sledeću hemijsku reakciju
-treonin + NAD+ {\displaystyle \rightleftharpoons } -2-amino-3-oksobutanoat + NADH + H+
-treoninska 3-dehidrogenaza deluje zajedno sa EC 2.3.1.29, glicinskom C-acetiltransferazom, u degradaciji treonina do glicina. Ovaj put treoninske degradacije je uobičajen za prokariotske i eukariotske ćelije. Ova dva enzima formiraju kompleks. U vodenom rastvoru se produkt, L-2-amino-3-oksobutanoat, može spontano dekarboksilisati, čime se formira aminoaceton.

## Literatura
- Nicholas C. Price; Lewis Stevens (1999). Fundamentals of Enzymology: The Cell and Molecular Biology of Catalytic Proteins (Third изд.). USA: Oxford University Press. ISBN 019850229X.
- Eric J. Toone (2006). Advances in Enzymology and Related Areas of Molecular Biology, Protein Evolution (Volume 75 изд.). Wiley-Interscience. ISBN 0471205036.
- Branden C; Tooze J. Introduction to Protein Structure. New York, NY: Garland Publishing. ISBN 0-8153-2305-0.
- Irwin H. Segel. Enzyme Kinetics: Behavior and Analysis of Rapid Equilibrium and Steady-State Enzyme Systems (Book 44 изд.). Wiley Classics Library. ISBN 0471303097.
- William P. Jencks (1987). Catalysis in Chemistry and Enzymology. Dover Publications. ISBN 0486654605.

## Spoljašnje veze
- L-threonine+3-dehydrogenase на 